# Ульма (Молдова)
Ульма (рум. Ulmu) — село в Рибницькому районі в Молдові (Придністров'ї).
Згідно з переписом населення 2004 року у селі проживало 76,7% українців.